# Monte Colombo
Monte Colombo ist eine Fraktion und Gemeindesitz der italienischen Gemeinde (comune) Montescudo-Monte Colombo in der Provinz Rimini in der Emilia-Romagna.

## Geografie
Der Ort liegt etwa 15 Kilometer südlich von Rimini auf der orographisch linken Talseite des vom Conca durchflossenen gleichnamigen Tales auf 315 m s.l.m. Der Fluss Conca bildet zugleich die Grenze zur Provinz Pesaro und Urbino in den Marken. Nordwestlich von Monte Colombo liegt etwa 4 Kilometer entfernt die Grenze zur Republik San Marino.

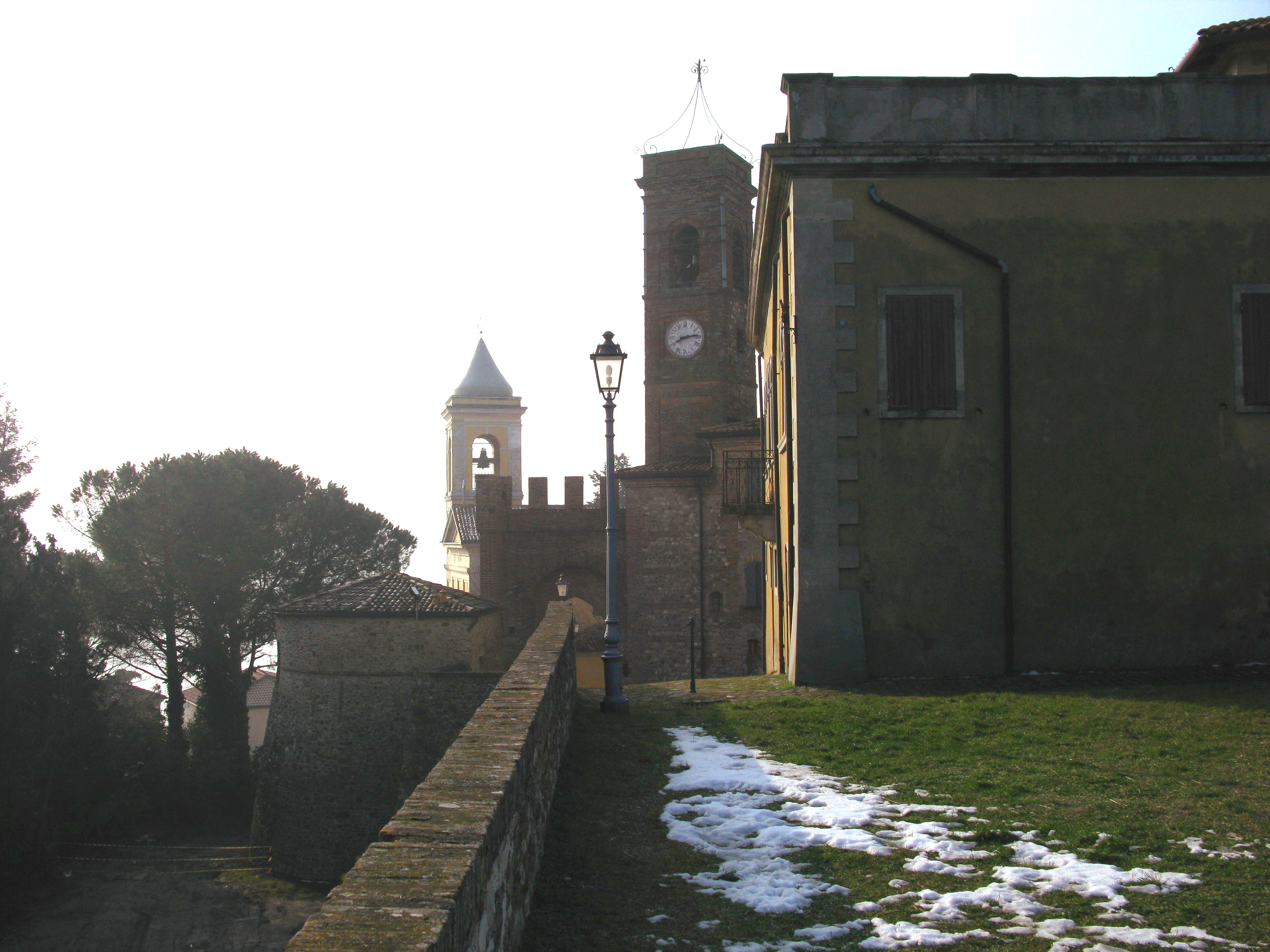
Burganlage der Malatesta

## Geschichte
Monte Colombo war bereits zu der Zeit der römischen Republik ab dem 2. Jahrhundert vor Christus besiedelt. Nach mehreren Überfällen der Ungarn wurde Monte Colombo ab dem 9. Jahrhundert befestigt. Schließlich geriet der Ort, wie die Nachbarorte als Lehen an die Familie Malatesta. Während des Zweiten Weltkrieges im September 1944 war die Umgebung von Monte Colombo im Rahmen der alliierten Offensive auf die Gotenstellung, Deckname Operation Olive, Schauplatz heftiger Kämpfe zwischen Verbänden der deutschen Wehrmacht und der 8. britischen Armee.
Monte Colombo war bis 2015 eine eigenständige Gemeinde und schloss sich am 1. Januar 2016 mit der Gemeinde Montescudo zur neuen Gemeinde Montescudo-Monte Colombo zusammen. Zur Gemeinde gehörten die Fraktionen Croce, Osteria Nuova, San Savino und Taverna.